# Lajos Polgár
Lajos Polgár [ˈlɒjoʃ ˈpolɡaːr] (* 1916 in Ungarn; † 12. Juli 2006 in Melbourne, Australien; eigentlich József Kardos) war ein ungarisch-australischer Nationalsozialist. Er gilt als mutmaßlicher Kriegsverbrecher und lebte ab 1949 in Australien.
Lajos Polgár wurde beschuldigt, während des Zweiten Weltkriegs Verbrechen gegen die Menschlichkeit begangen zu haben. Polgár war ein ranghoher Funktionär der ungarischen nationalsozialistischen Pfeilkreuzlerpartei (ungar. Nyilaskeresztes Párt), zunächst als Jugendführer, später als Sekretär des Pfeilkreuzler-Führers József Gera.
Nach Angaben des Simon Wiesenthal Centers behauptete er stets, in Ungarn habe es keinen Holocaust gegeben. 
1949 flüchtete József Kardos nach Australien, bekam dort Asyl und ließ sich dort als Lajos Polgár nieder. Er erhielt aber erst 1958 die australische Staatsbürgerschaft, da er bei der Einwanderung im Jahr 1949 einen falschen Namen und ein falsches Geburtsdatum angegeben hatte.